# シルベスター・スタローン ザ・ボディガード
『シルベスター・スタローン ザ・ボディガード』（原題: Avenging Angelo）は、2002年のアメリカ映画。

## ストーリー
ボディガードのフランキーは、長年マフィアのドン・アンジェロに忠誠を誓ってきた。アンジェロの一人娘であるジェニファーは、命の危険から遠ざけるために、幼い頃に養女に出されていた。フランキーはアンジェロと共に、彼女の成長を遠くから見守っていた。しかしある日、アンジェロが何者かに殺害されてしまう。悲しみに暮れるフランキーだったが、ジェニファーの命を守るために、彼女のボディガードになる決意をする。

## キャスト
※括弧内は日本語吹替
- フランキー・デラーノ - シルヴェスター・スタローン（楠大典）
- ジェニファー・バレット - マデリーン・ストウ（渡辺美佐）
- アンジェロ・アリギエーリ - アンソニー・クイン（小林勝彦）
- マルチェロ・デラロッサ - ラウル・ボヴァ（佐久田修）
- キップ・バレット - ハリー・ヴァン・ゴーカム
- ブルーノ - ビリー・ガーデル
- ルチオ・マラテスタ - ジョージ・トーリアトス
- サミー・カルボーニ - ジーノ・マーロッコ

## スタッフ
- 監督：マーティン・バーク
- 製作：タラク・ベン・アマール、エリー・サマハ、スタンリー・ウィルソン
- 製作総指揮：ケヴィン・キング、ポール・ローゼンブラム、アンドリュー・スティーヴンス
- 原案：ウィル・アルディス
- 脚本：ウィル・アルディス、スティーヴ・マッコール
- 撮影：オウサマ・ラーウィ
- 音楽：ジョン・ボン・ジョヴィ、ビル・コンティ